# Elecciones generales de Zimbabue de 1990
Las elecciones generales de Zimbabue de 1990 se realizaron el 23 de marzo del mismo año. Es la primera elección que se convoca tras la reforma constitucional de 1987 que modifica la estructura del país y cambia el rango de primer ministro (en la República parlamentaria) por el de Presidente de la República. Junto a él, se escogió de forma separada la Asamblea Nacional de Zimbabue. Otro cambio importante en la situación política del país, es que es la primera votación donde blancos y negros participaron juntos de forma igualitaria.

## Antecedentes

### Sistema de gobierno

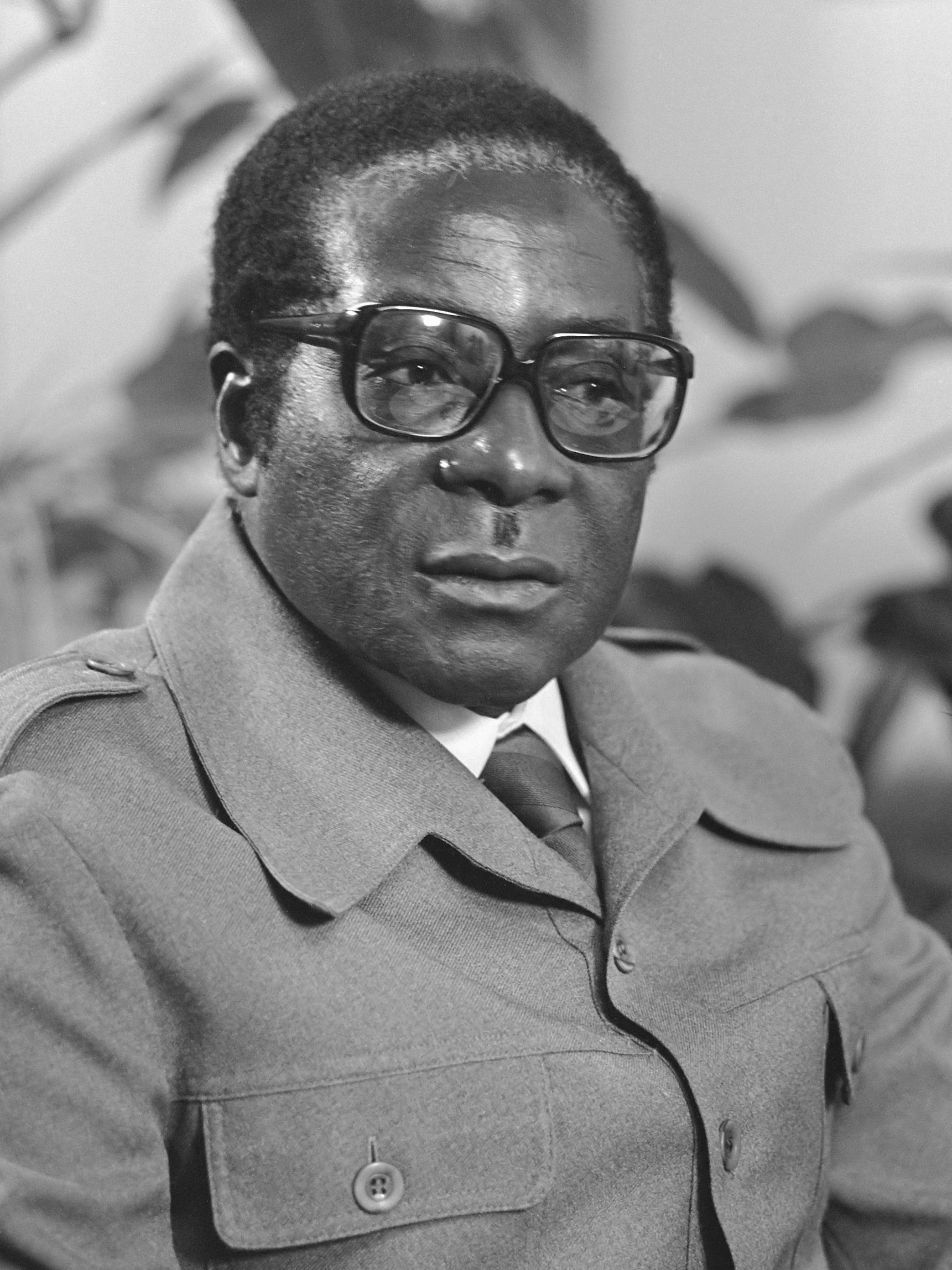
Robert Gabriel Mugabe, ex primer ministro, elegido Presidente en 1990.

El Presidente de la República es el jefe de Estado y de gobierno, encargado del Poder Ejecutivo, gobierno con un gabinete de ministros nombrados por él.
El Parlamento es unicameral, con 120 escaños escogidos por sufragio directo y popular por un período de 5 años. El Presidente designa directamente a 12 miembros más para la Asamblea. Otros 10 miembros corresponden a jefes tradicionales de tribus escogidos por sus pares y 8 son gobernadores provinciales, también escogidos por el Presidente. En total, son 150 miembros. En estos comicios participaron 270 candidatos para lograr un escaño de los 120 a elección.

### Campaña
El partido mayoritario es el ZANU-PF, que en estos comicios logró 117 de los 120 escaños elegidos. En su campaña se hizo hincapié en la necesidad de la unidad nacional y advirtió de nuevas y antiguas fuerzas revolucionarias, racistas y divisionistas -una referencia poco sutil al ZUM recién formado en conjunto con la CAZ- los ataques verbales entre las dos fuerzas políticas mayoritarias en el país fue extremadamente duro y sin restricciones. Esta nueva colectividad hizo mayor hincapié en el papel de la mujer en la familia y en la promoción de los valores morales y sociales. Sin embargo solo lograron 2 escaños en circunscripciones centrales (Mutare).
El ZUM fue capaz de movilizar a cerca del 30% del electorado a las urnas en Bulawayo, en Harare también tuvo un importante apoyo. Su campaña la hizo bajo la plataforma de la anticorrupción y también calificaron al gobierno como autoritario, burocráticamente ineficiente. Se comprometieron a la auténtica libertad de una democracia multipartidista, la paz y la justicia, como también al crecimiento y desarrollo del país. Esta colectividad abogó por el retorno de una legislatura bicameral con una Presidencia ceremonial y un primer ministro ejecutivo. Condenaron la segregación de las mujeres en los puestos de poder. A pesar del control estatal al acceso de los medios de comunicación, el ZUM logró un rendimiento importante.
Ninguno de los otros partidos políticos hizo un impacto significativo en las elecciones.

### Incidentes
La violencia fue menor que en elecciones anteriores, pero existió, sobre todo en las regiones centrales. El alcalde de Gwery y exmiembro del ZANU-PF fue secuestrado y se le disparó, pero salvó con vida de la situación. También hubo un atentado contra la vida de Jerry Nyambuyaa, también miembro del ZUM.

## Resultados electorales

### Presidenciales
|  | 83,05 % |

|  | 16,95 % |

|  | 94,35 % |

|  | 5,65 % |

|  | 100,0 % |

|  | 53,91 % |

### Asamblea Nacional
|  | 80,54 % |

|  | 17,59 % |

|  | 0,93 % |

|  | 0,53 % |

|  | 0,02 % |

|  | 0,38 % |

|  | 94,34 % |

|  | 5,66 % |

|  | 100,00 % |

|  | 53,91 % |